# Кустарниковый заяц
Кустарниковый заяц (лат. Lepus saxatilis) — млекопитающее семейства зайцевых, обитающее в Африке южнее Сахары, за исключением лесистых областей в Западной и Центральной Африки.

## Описание
Длина тела составляет 60 см. Окрас шерсти сверху бурого цвета с чёрными крапинами, нижняя часть тела белёсая. Верх пушистого хвоста чёрный, а низ белый. На лбу имеется, как правило, белое пятно.
Кустарниковый заяц очень похож на капского зайца, но крупнее его. Размер варьирует в зависимости от области, при этом самых крупных животных можно встретить на юго-западе Африки. 

## Распространение
Вид распространён на территории Африки южнее Сахары.

## Образ жизни
Кустарниковые зайцы предпочитают открытые леса и кустарники, а также культивируемые ландшафты. Обычно это одиночные животные. В регионах с избыточным ассортиментом питания могут встречаться в большом количестве. Животные активны ночью и питаются преимущественно травой и другими растениями.